# Степанов, Даниил Клавдиевич
Даниил Клавдиевич Степанов (18 августа 1881, Российская империя, Москва — 9 марта 1937, Италия, Венеция) — живописец, реставратор, сценограф и медальер, автор первой советской тиражной медали в честь двухлетия Октября.

## Биография
Сын академика Клавдия Петровича Степанова (1854—1910). Брат художника-реставратора Петра Степанова. После 1894 путешествовал по Европе, жил в Париже, учился в Сорбонне, брал уроки у французских медальеров. С 1902 в Риме, женился на Роме Травальино.
В 1902 вернулся с семьей в Россию, в Москву, где помогал отцу в работах по реставрации Кремля. С 1913 стал главным медальером Императорского Монетного двора в Санкт-Петербурге.
К дню 1-й годовщины революции исполнил праздничный декор Чернышева моста, ко второй — исполнил первую советскую тиражную медаль.
В 1919—1924 занимал пост заместителя председателя Отдела по делам музеев в Петрограде. Был арестован ЧК по обвинению в антисоветской деятельности.
Освободившись благодаря ходатайству А. В. Луначарского уехал в Пензу, где преподавал в Художественном училище. В 1920 вошел в Комиссию по сохранению памятников Самарканда, ездил в Туркестан, занимался зарисовоками и фотографией этнографического материала. Совместно с Алексеем Исуповым, Александром Волковым и Александром Николаевым (Усто Мумин) повлиял на становление самобытной художественной школы в Туркестане.
В 1924 стал медальером Петроградского Монетного двора. В 1925 выехал в командировку на монетные дворы в Париж и Рим для ознакомления с новым копировально-гравировальным оборудованием. В Россию не вернулся.
Некоторое время преподавал в Париже, один из учеников — Б. Ф. Шаляпин. В конце 1925 переехал в Рим, учился в Римской академии художеств, специализируясь в реставрации произведений эпохи Ренессанса, занимался реставрацией картин Рафаэля, Тициана, Пьеро делла Франческа и Андреа Мантенья.
В 1926 участвовал в ХV Международной бьеннале в Венеции с картинами, написанными в Туркестане.
В июне 1927 провел персональная выставку зале Палаццо дель Аугустео в Риме (в соседнем зале состоялась персональная выставка А. В. Исупова).
В последние годы жизни выполнял театральные декорации, тесно сотрудничал с Николаем Бенуа.